# The Tricky Master
Pour plus de détails, voir Fiche technique et Distribution.
The Tricky Master (千王之王2000, Chin wong ji wong 2000, litt. « Le Roi des rois 2000 ») est une comédie hongkongaise écrite, produite et réalisée par Wong Jing et sortie en 1999 à Hong Kong.
Elle totalise 19 141 640 HK$ de recettes au box-office.

## Synopsis
Leung Foon (Nick Cheung), policier au commissariat de Happy Valley, est chargé de protéger la fille d'un millionnaire et se fait passer pour un élève de son lycée pour cela. Sa couverture ayant été éventée dans la presse, il se fait facilement avoir par de potentiels ravisseurs mais parvient à les neutraliser avec son coéquipier. La jeune fille est cependant en état de choc et doit partir en ambulance. Son supérieur (Tats Lau), un homme capable de prendre l'apparence de n'importe qui avec des masques, affirme ainsi que la mission est un échec. Leung déclare alors sa fatigue de ce genre de tâche et menace de démissionner s'il n'est pas chargé d'une grosse affaire. Finalement, son chef lui donne la mission de trouver des preuves pour faire condamner le richissime escroc appelé Ferrari (Wong Jing) tout en lui promettant une promotion en cas de succès.
Leung enquête d'abord en faisant ce qu'il fait de mieux, s'infiltrer. Il se fait passer pour un touriste sur la plage où soit se trouver Ferrari. Sur place, il rencontre First Love (Kelly Lin), une jolie fille à qui il demande son numéro de téléphone (mais elle écrit à la place Fuck you). Après qu'un des hommes de main de Ferrari, Fat Pig, s'est joué de Leung sur la plage en se faisant passer pour Ferrari et lui ordonnant de frapper le véritable Ferrari, celui-ci est invité au manoir de ce-dernier pour devenir l'un de ses gardes du corps. Mais alors que Leung est chargé de surveiller la demeure durant la nuit, il surprend First Love essayant de voler les données informatiques de Ferrari. Une bagarre entre elle et les hommes de main de ce-dernier s'ensuit et Leung demande à First Love de le prendre en otage pour s'enfuir.
Leung rencontre par la suite, Maître Wong (Stephen Chow), le beau-frère de sa petite-amie Pizza (Suki Kwan), un escroc talentueux purgeant alors une peine de prison et qui l'humilie en public à Macao. De plus, First Love l'humilie également peu de temps après en lui faisant croire qu'elle veut coucher avec lui et qu'elle se déshabille dans la pièce d'à-côté, et en filmant la danse nuptiale de Leung, fou de joie, qui se déshabille de son côté en dansant. La vidéo est diffusée en direct à la télé dans tout Hong Kong et il devient la risée de toute la ville. Pour se venger, il livre First Love à Ferrari et profite de son retour en grâce chez les malfaiteurs pour voler les données informatiques de Ferrari et ainsi obtenir la fameuse promotion tant désirée. Malheureusement, le CD contenant les données est en fait un virus qui détruit toutes les données du commissariat.
Après cette série d'humiliations, Leung est en pleine déprime. Sur les conseils de Pizza, il décide de se venger de Ferrari, connu pour être un bon joueur de cartes, en le battant au jeu. Malheureusement, il ne connaît rien à ce domaine et, de nouveau sur les conseils de Pizza, il décide de demander à maître Wong des conseils. Celui-ci étant en prison, il vole des sacs à main dans la rue pour se faire incarcérer et le rejoindre. Il est de nouveau déconfit en cherchant Wong dans la cour de la prison de Macao quand il apprend que celui-ci vient d'être libéré le jour même. Les autres prisonniers, qui ont vu sa fameuse vidéo à la télé, lui tatouent alors « J'aime Ken Choi » sur le torse. Libéré, il suit finalement les enseignements de Wong pour apprendre à tricher aux jeux et ainsi se venger de Ferrari.

## Fiche technique
- Titre original : 賭俠1999
- Titre international : The Tricky Master
- Réalisation : Wong Jing
- Scénario : Wong Jing
- Photographie : Ko Chiu-lam
- Montage : Sue Woo
- Musique : Lincoln Lo
- Production : Wong Jing
- Société de production : BoB and Partners Co. Ltd. (en)
- Société de distribution : Newport Entertainment
- Pays d'origine :  Hong Kong
- Langue originale : cantonais
- Format : couleur
- Genre : comédie
- Durée : 95 minutes
- Dates de sortie :
  - Hong Kong : 5 août 1999
  - Taïwan : 21 août 1999

## Distribution
- Nick Cheung : Leung Foon
- Stephen Chow : Maître Wong
- Sandra Ng : Wasabi
- Kingdom Yuen (en) : l'enseignante
- Tin Kai-man (en) : un gardien de prison
- Law Kar-ying : Sing
- Bowie Wu : Frère Tone
- Ken Lo : Lan
- Lee Siu-kei : un gardien de prison
- Lee Kin-yan (en) : un garde
- Wong Jing : Ferrari
- Kelly Lin : First Love
- Tats Lau : le supérieur de Leung Foon, l'« homme aux milles visages »
- Suki Kwan : Pizza
- Bobby Yip : Frère 5
- Frankie Ng : un gardien de prison
- Samuel Leung
- William Duen : Fat Pig
- Nancy Lan
- Tsang Kan-wing : Oncle Lin
- Celia Sze : la fille riche
- Aman Chang : la fille aux cheveux longs
- Bowie Lau : Ken
- Chui Chan-wa : le vendeur de carte
- Sunny Luk
- Andy Tsang
- Poon An-ying : la femme de ménage
- Cheung Bing-chuen : un ravisseur
- Lee Kim-wing : un ravisseur
- Leung Kei-hei : un ravisseur
- Lee Tat-chiu : un garde
- So Wai-nam : un garde
- Chow Kam-kong : un garde
- Ma Yuk-sing : un garde
- Chan Hing-hang
- Yuen Man-chun
- Chan Kin-yung : un policier
- Lam Kwok-kit
- Tam Tin-bo : un joueur de mah-jong
- Sin Yan-kin : un joueur
- Choi Chi-fung : l'homme de main de Hon
- Keung Hak-shing
- Wong Kwan-hong
- Wong Siu-keung